# Loweriella boltoni
Loweriella boltoni és una espècie de formiga de la subfamília Dolichoderinae, l'única coneguda del gènere Loweriella. És originària de Brunei.